# Chionia
Chionia – imię żeńskie pochodzenia greckiego, oznaczające „śnieżna”.
Imię jest rzadko używane. W Grecji według szacunkowych danych nosi je ok. 307 osób.
Chrześcijańską patronką tego imienia jest św. Chionia, wspominana razem z siostrami: św. Ireną i Agape (gr. Αγάπη) (†294).
Chionia imieniny obchodzi 1 kwietnia.